# Ножиці (гра)
«Ножиці» — гра для вечірок, у якій правила гри приховані від деяких гравців. Гравці сідають у коло і передають пару справжніх або уявних ножиць гравцеві, який сидить ліворуч від них. Ножиці можна передавати відкритими або закритими, залежно від правила, яке відоме лише одному або двом гравцям. Кожен гравець, передаючи ножиці, оголошує, чи ножиці відкриті, чи закриті, намагаючись відгадати правило. Гравець перемагає, коли він виводить правило, тому послідовно передає ножиці у правильній формі. Варіанти цієї гри були зафіксовані ще в ХІХ столітті.

## Гра
Гравці сідають на стільці по колу, бажано, щоб між ними не було столу, і мають у руках якийсь предмет, наприклад, порожню пластикову пляшку з-під напою або навіть справжню пару ножиць. По черзі кожен гравець передає предмет гравцеві зліва від себе, зазначаючи, чи передає він ножиці відкритими, чи закритими. Коли кожен гравець робить це, інші говорять, чи правильно він це зробив — гравці, які вже знають гру, судять, чи була передача правильною чи ні. Мета гри полягає в тому, щоб зрозуміти, що відбувається, і послідовно знаходити правильний спосіб передачі.

## Рішення
Найпоширеніший варіант цієї гри: ножиці передаються закритими, якщо ноги (або навіть щиколотки) схрещені, або якщо руки гравця закриті, і ножиці передаються відкритими, якщо ноги не схрещені або якщо у гравця відкриті руки. На початку гри пози і рухи повинні бути природними. Ближче до кінця, вони повинні бути сильно перебільшені.

## Інші варіації
Поширені й інші варіації цієї теми, де різні об'єкти працюють як «ножиці» з однаковим рішенням або з дещо відмінними рішеннями — наприклад, ноги можуть бути схрещені, коли не передаються, або передача може бути зроблена так, що рука, яка передає, перетинає тіло. Також може бути комбінація дій, наприклад, потрібно передати ножиці лезом вперед наступному гравцеві, а також схрестити або розхрестити ноги; гравець може усвідомлювати, що одна частина необхідна, а інша — ні.
У Фінляндії схожа гра називається Näin räätäli sakset antaa («Так кравець передає ножиці»). Як і в описаній вище версії, трюк полягає в тому, щоб схрещувати ноги або щиколотки, передаючи ножиці наступній людині, але та сама фраза «так кравець тримає ножиці» повторюється незалежно від того, чи ножиці відкриті, чи закриті. Гравці, які знають трюк, можуть обдурити інших за допомогою складних жестів руками або підкреслюючи одне зі слів. Учасники, які не знають, безуспішно намагатимуться наслідувати попереднього гравця, який зробив це правильно. Є суддя, який з самого початку знає трюк і буде спостерігати за людьми, коли вони передають ножиці, кажучи їм «правильно» або «ні, це неправильно». Через деякий час люди можуть випадково схрестити ноги, і врешті-решт більшість з них зрозуміють, що трюк полягає у перехрещенні ніг.
Панельне шоу Dropout Game Changer було дуже схоже на «Ножиці», коли його вперше представив ведучий і нинішній генеральний директор Dropout Сем Райх (Sam Reich). У кожному епізоді представлена окрема гра, і до її початку гравці зазвичай не знають про гру чи її правила. Хоча серіал значною мірою відійшов від ігрової механіки методом проб і помилок, фінальний епізод другого сезону був близькою варіацією «Ножиць». Райх та ротація запрошених виконавців неодноразово ставили трьом гравцям одне і те ж питання: «Так чи ні?», і кожен отримував по одному балу за «правильну» відповідь. У цьому випадку секретне правило гри полягало в тому, що правильна відповідь завжди була протилежною до тієї, яку давав Бреннан Лі Малліган, таким чином не даючи йому змоги набрати жодного балу. Це було розіграно заради сміху, причому відомий своєю конкуренцією Малліган помітно розчарувався і зрештою виголосив палкий монолог про несправедливість передумови.

## Походження
Походження гри невідоме, але подібна гра згадувалася в газеті Los Angeles Times у 1899 році:
|  | Проста гра полягає в тому, що у вас є пара тупих ножиць. Вся компанія сідає в коло, і один з учасників бере ножиці і передає їх своєму сусідові праворуч, кажучи «Я дарую тобі закриті ножиці». Вони можуть говорити «відкриті» або “закриті” за бажанням, компанія негайно схрещує ноги і руки, коли хтось каже «відкриті», і навпаки. Цю гру слід проводити дуже жваво, щоб гравці не забували і не схрещували і не розхрещували руки і ноги в невідповідний момент. У разі помилки нараховуються штрафні очки. Це щось на кшталт старої гри «Саймон каже». |

Версія, в яку грають зараз, була включена до книги ігор 1905 року:
|  | Ведучий передає закриті ножиці своїй спільниці, яка бере їх і каже: «Я отримала ці ножиці не схрещеними, а віддаю їх схрещеними» (відкриваючи ножиці під час розмови). Вона передає їх гравцеві праворуч від себе, який має сказати: «Я отримав ці ножиці схрещеними і віддаю їх схрещеними» (якщо ножиці залишаються відкритими, а якщо закритими, то вони не схрещуються). Ті, хто не знає цієї гри, отримують ножиці, передають їх і кажуть те, що, на їхню думку, вони повинні зробити. Це може бути саме те, що сказав попередній гравець, але стан ножиць може бути іншим, і, отже, це неправильно. Таким чином, кожен гравець робить свій хід, і гра продовжується до тих пір, поки якийсь кмітливий гравець не помітить, що ножиці називаються схрещеними, коли вони відкриті, і не схрещеними, коли вони закриті, і що гравець, який знає гру, схрещує ноги, якщо ножиці схрещені, а якщо ні, то ноги не схрещуються, або стоять на підлозі, як зазвичай. |